# Arsène Auguste
Arsène Auguste (* 3. Februar 1951 in Port-au-Prince; † 30. März 1993 in Miami, USA) war ein haitianischer Fußballverteidiger. Auguste nahm mit der haitianischen Nationalmannschaft an der Weltmeisterschaft 1974 teil und spielte die meiste Zeit seiner Karriere für verschiedene US-Profiteams, die längste Zeit für die Tampa Bay Rowdies.

## Karriere

### Verein
Auguste spielte in seiner Heimat für den Racing Club Haïtien, bevor er nach der Weltmeisterschaft 1974 in die USA ging. Dort spielte er in der American Soccer League für die New Jersey Brewers, wo der Trainer des neugegründeten NASL-Teams Tampa Bay Rowdies, Eddie Firmani, ihn beim Scouting entdeckte und als letzten Spieler unter Vertrag nahm. Beim Endspiel um die NASL-Meisterschaft 1975 in San José erzielte Auguste das erste Tor zum späteren 2:0-Sieg Tampa Bays über Portland. Er spielte 1975 bis 1980 bei Tampa Bay, er kam bei 75 Spielen (ohne Playoffs), sowie zwölf Spielen der Hallenfußball-Saison 1979/80 zum Einsatz, bevor er 1980/1981 für zwei Jahre bei den Lokalrivalen Fort Lauderdale Strikers spielte. Während seiner Zeit bei den Rowdies wurde Auguste zweimal, 1977 und 1978, in die zweite Reihe des All-Star-Teams der NASL, dem sogenannten „NASL Second Team“, gewählt.
1981/82 spielte er für Pittsburgh Spirit Hallenfußball in der Major Indoor Soccer League, bevor er 1985/86 noch einmal zu den Tampa Bay Rowdies zurückkehrte und eine letzte Saison in der American Indoor Soccer Association spielte.

### Nationalmannschaft
Auguste war langjähriger haitianischer Nationalspieler und sogar zeitweise Spielführer seiner Heimat. Seine Vereinsengagements in den USA unterbrach er öfter, um für die Nationalmannschaft zu spielen. Er nahm insgesamt an drei CONCACAF-Meisterschaften (1973, 1977 und 1981) und der Weltmeisterschaftsendrunde 1974 teil. 1973 wurde er mit dem Team Karibik-, Nord- und Mittelamerikameister, 1977 Vizemeister.

## Erfolge
- Nationalmannschaft:
  - Weltmeisterschafts-Vorrunde 1974
  - Meister der CONCACAF 1973
  - Vizemeister CONCACAF 1977
- Verein:
  - NASL-Meisterschaft 1975 (Tampa Bay)
  - NASL-Endspiel 1978, 1979 (beides Tampa Bay), 1980 (Fort Lauderdale)
  - NASL-Hallenmeisterschaft 1979/80 (Tampa Bay)
  - NASL All-League Second Team 1977, 1978 (Tampa Bay)